# Lovets (cheval)
Pour les articles homonymes, voir Lovets.
Lovets (russe : Ловецкая / Lovetskaya) est un nom qui désigne une race de chevaux de traction russes et kazakhes, issue du Kalmouk et du Kazakh, puis de l'influence plus récente du cheval du Don et du Trotteur d'Orlov. Tenant son nom de l'activité de pêche, il était essentiellement élevé et utilisé par les pêcheurs du nord de la Volga et de la Caspienne, pour tracter leurs chargements de poisson. Cette race est désormais éteinte.

## Dénomination et sources
Le nom « Lovets » fait référence à ce qui attrape les poissons pendant la pêche, rybolovets désignant le pêcheur dans les régions du nord de la Caspienne et de la Volga,.
Il existe peu de sources consacrées à ces chevaux. Ils sont mentionnés dans la base de données DAD-IS et dans l'encyclopédie de CAB International, éditions de 2002 et de 2016.

## Histoire
D'après DAD-IS, ces chevaux sont essentiellement des animaux de race Kalmouk ou Kazakh, utilisée pour tracter des charrettes à poisson, et plus récemment croisés avec le cheval du Don ou le Trotteur d'Orlov.
La date d'extinction n'est pas connue avec précision.

## Description
L'ouvrage de CAB International classe le Lovets comme une variété de la race du Kazakh. La morphologie est légère. C'est donc un cheval de traction, mais présentant un modèle léger.

## Utilisations
Ce cheval sert essentiellement à la traction des chargements de poisson.

## Diffusion de l'élevage
La race est élevée par des pêcheurs du nord de la Volga et de la Caspienne, notamment dans la région d'Astrakhan.
Le Lovets est classé par DAD-IS (2018) comme race locale russe. Les données de population les plus récentes, datées de 2006, indiquent un effectif nul. L'étude menée par l'Université d'Uppsala, publiée en août 2010 pour la FAO, signale le Lovets comme race de chevaux locale russe éteinte. Le Lovetskaya est également renseigné comme éteint dans l'encyclopédie de Delachaux & Niestlé, Tous les chevaux du monde (2014).